# Calamus rudentum
Calamus rudentum är en enhjärtbladig växtart som beskrevs av João de Loureiro. Calamus rudentum ingår i släktet Calamus och familjen Arecaceae. Inga underarter finns listade i Catalogue of Life.